# The Jung Dragons
The Jung Dragons fueron un grupo de lucha libre profesional formado en World Championship Wrestling. Destacaban por su estilo de lucha arriesgado y su temática asiática. A Jamie-San, el único miembro de raza caucásica del grupo, se le dio el título japonés de "San" y llevaba una máscara negra para disimular que no era asiático.

## Historia
El grupo fue formado a principios de 2000 por Jimmy Hart, quien quería darles la oportunidad de pulir sus habilidades en el programa secundario de WCW, Saturday Night, en un feudo contra 3 Count (otro grupo formado por Hart). Según Hart, él mismo compró la ropa del ring de todo el equipo y trabajó con el departamento de vestuario de WCW para crear su logo. El grupo llamó la atención de Kevin Sullivan, quien rápidamente los pasó al programa principal de WCW, Nitro.
En agosto de 2000 The Jung Dragons participaron por primera vez en un pay-per-view de WCW en New Blood Rising, perdiendo contra 3 Count en un Ladder Match. Posteriormente tomarían parte en varios tipos de combates por equipos en Mayhem, Starrcade, Sin y SuperBrawl Revenge, además de incorporar a Leia Meow como mánager. A pesar de que solo consiguieron una victoria en todos estos eventos, siguieron siendo un grupo muy popular hasta el cierre de WCW en 2001.

## Separación
Hacia finales de 2000, tanto 3 Count como The Jung Dragons estaban teniendo problemas internos. Jamie-San dejó los Dragons, desenmascarándose y cambiando su nombre a Jamie Knoble, y terminó por formar equipo con Evan Karagias, a quien sus compañeros de 3 Count habían echado del grupo. Ambos compitieron contra los miembros restantes de sus antiguas facciones. Jung Dragons acabó en 2001 cuando WCW fue comprada por WWF. 
 

Tras el cierre de WCW, Jamie-San y Yang pasaron a trabajar para la WWE (antes WWF) como Jamie Noble y Akio, respectivamente. Noble ganó el Campeonato de Peso Crucero poco después de su debut y Akio tuvo un moderado éxito como aliado de Tajiri antes de que ambos salieran de la compañía en 2004 y 2005, respectivamente. Noble compitió en Ring of Honor, llegando a ganar el Campeonato Mundial de la compañía, antes de que WWE volviera a contratarlo en 2005. Por su parte, Yang y Hayashi reformaron fugazmente los Dragons antes de que WWE volviera a contratar a Yang en 2006 bajo el nombre de Jimmy Wang Yang. Hayashi regresó entonces a Japón y se convirtió en uno de los rostros más conocidos de la división junior de All Japan Pro Wrestling. Leia se retiró de la lucha libre en 2002.

## En lucha

### Remates dobles de equipo
- Combo Diving Leg Drop + Diving Splash
- Combo Release powerbomb + Iconoclasm

### Movimientos dobles de equipo
- Double Dropkick
- Combo Drop Toe Hold + Senton

### Remates triples de equipo
- Combo Diving Splash + Diving Senton + Diving Leg Drop

### Mánager
- Leia Meow

- Datos: Q3190008